# 张大勇
张大勇（1964年12月25日—），男，吉林四平人，中国生态学家、政治人物。北京师范大学教授、生态学研究所所长、生物多样性与生态工程教育部重点实验室主任。第十二届全国人民代表大会北京地区代表。

## 生平
1983年本科毕业于吉林大学数学系，1986年及1990年于兰州大学生物系分别获得硕士及博士学位。1986年至1999年在兰州大学任教，担任讲师、副教授、教授，及生态学教研室主任。1999年起，在北京师范大学生命科学学院担任教授、博士生导师、生态学研究所所长、生物多样性与生态工程教育部重点实验室主任。

## 社会兼职
2013年被选为第十二届全国人大代表。